# Lo Bosworth
Lauren Ogilvie Bosworth, detta Lo (Laguna Beach, 29 settembre 1986), è un personaggio televisivo statunitense, famosa per essere apparsa nei reality show americani Laguna Beach e The Hills.

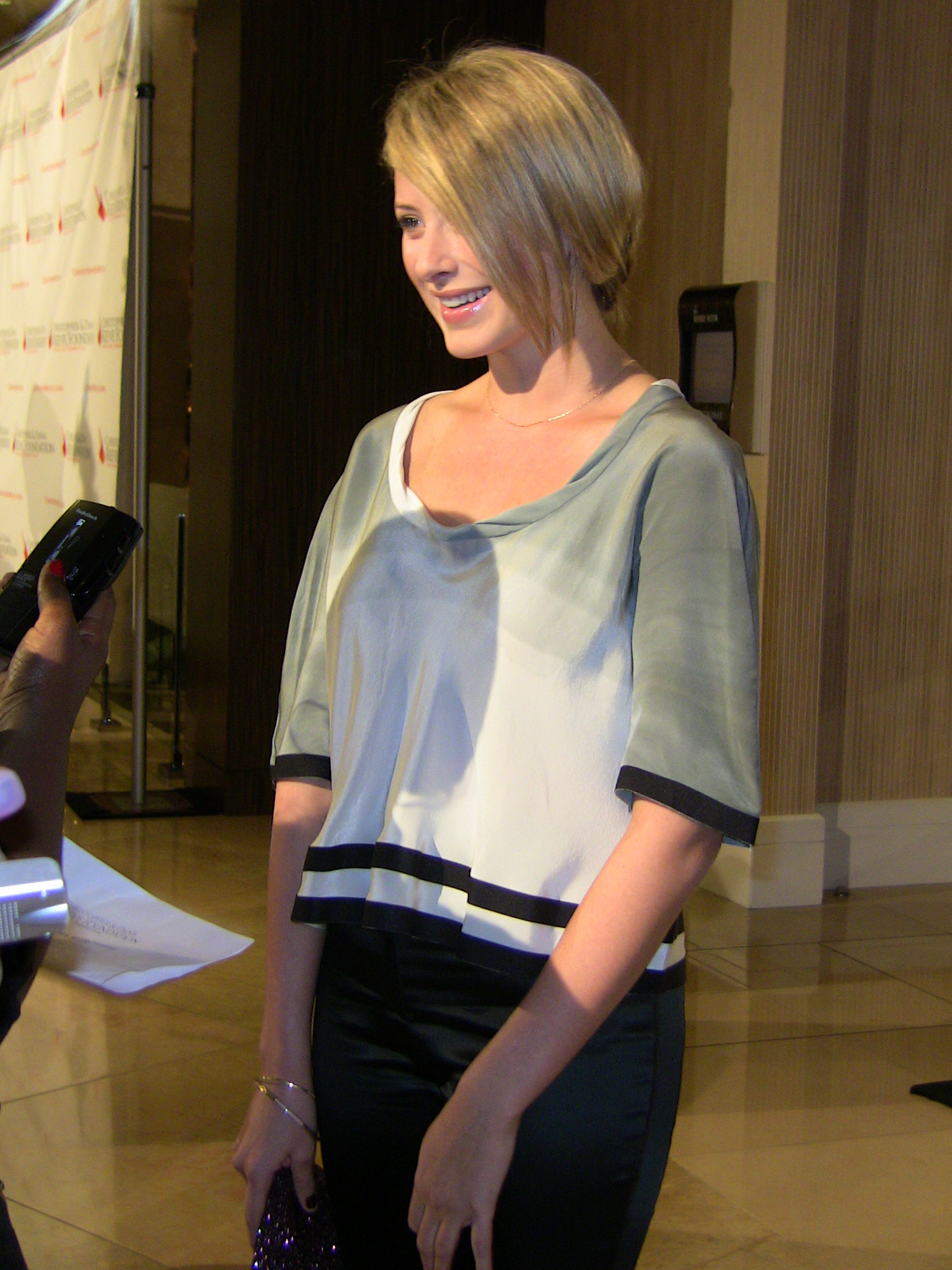
Lauren "Lo" Bosworth.

La prima apparizione televisiva di Lauren è stata nel reality show trasmesso su mtv MTV Laguna Beach, assieme alla sua migliore amica Lauren Conrad e ai suoi ex compagni di classe Stephen Coletti e Kristin Cavallari. La registrazione del programma comprendeva la sua vita e quella dei suoi amici nel suo ultimo anno delle high school e nell'estate prima. Lauren è stata un personaggio principale nella prima stagione ed è apparsa molte volte nella seconda stagione della trasmissione.
Quando Lauren Conrad lasciò Laguna Beach per effettuare le riprese di The Hills, rimase amica della Bosworth. Pertanto, divenne anche lei un personaggio del programma a partire dalla sua seconda stagione. Anche se la Conrad lasciò il programma durante la prima parte della quinta stagione, Lauren Bosworth continuò a farne parte. Divenne pertanto amica di Kristin Cavallari, la nuova protagonista del programma. Nonostante si diceva che la Bosworth avrebbe abbandonato il programma, ella ha confermato che avrebbe continuato a lavorarvi.